# Sepulveda Basin Recreation Area
 (février 2025).
La Sepulveda Basin Recreation Area est un parc urbain américain à Los Angeles, en Californie. Située  dans la vallée de San Fernando entre Encino et Van Nuys, elle est gérée par le City of Los Angeles Department of Recreation and Parks. Elle doit accueillir les épreuves de BMX, de skateboard et de tir à l'arc lors des Jeux olympiques d'été de 2028.